# Челбурда
Челбурда (1923—2016 — Пролетарка) — село в Україні, в Олешківській міській громаді Херсонського району Херсонської області. Населення становить 633 осіб. До 1923 року носило назву Челбурда або Чалбурда.

## Історія
Станом на 1886 рік у селі Велико-Копанської волості мешкала 561 особа, налічувалось 87 дворів.
Село внесено до переліку населених пунктів, які потрібно перейменувати згідно із законом «Про засудження комуністичного та націонал-соціалістичного (нацистського) тоталітарних режимів в Україні та заборону пропаганди їхньої символіки».
Станом на 19.05.2016 року постановою Верховної Ради № 4085 у рамках декомунізації в Україні село Пролетарка було перейменовано на село Челбурда.

### Російське вторгнення в Україну (з 2022)
З початку широкомасштабного вторгнення Росії в Україну село перебуває під російською військовою окупацією.
У червні 2023 року було тимчасово затоплено внаслідок підриву росіянами Каховської ГЕС.
Вночі, 24 січня 2024 року, поблизу села, українські війська завдали удару по декількох одиницях російських гаубиць Д-20 і Д-30.

## Населення
Згідно з переписом УРСР 1989 року чисельність наявного населення села становила 558 осіб, з яких 260 чоловіків та 298 жінок.
За переписом населення України 2001 року в селі мешкали 633 особи.

### Мова
Розподіл населення за рідною мовою за даними перепису 2001 року:
| Мова       | Кількість | Відсоток |
| ---------- | --------- | -------- |
| українська | 588       | 92.89%   |
| російська  | 45        | 7.11%    |
| Усього     | 633       | 100%     |

## Відомі люди
Голота Юрій Анатолійович (1982—2014) — сержант Збройних сил України, учасник російсько-української війни.